# Полілактид
PLA-пластик (англ. Polylactic acid, PLA, інші назви ПЛА-пл́астик, Полілактидна кислота, Полілактид) — біорозкладний термопластичний поліефір, що одержують на основі молочної кислоти. Використовується для 3Д-друку та у виробництві біопластику. Це біорозчинний та біоактивний термопластик, отриманий з відновлюваних ресурсів: кукурудзяного крохмалю, кореня маніоки, гранул крохмалю та цукрової тростини.
Проте назва PLA не зовсім підходить до цього полімеру, оскільки це поліестер, а не полікарбонат.

## Синтез

Полімеризація лактиду з розкриттям циклу

На сьогодні відомо два способи виробництва цього пластику:
1. поліконденсація молочної кислоти;
2. полімеризація лактиду.

В промисловості використовується їх комбінація.
Через поліконденсацію молочної кислоти можливо отримувати виключно низькомолекулярний полілактид. Тому що за перебігом реакції з'являється побічний продукт - вода, яку вивести з реакції складно. Через це зростаючий полімерний ланцюг руйнується. Кінцевий низькомолекулярний полілактид деполімеризується до димера молочної кислоти, тобто до лактиду. Отриманий лактид полимеризують за високої температури з додаванням каталізатора октаноату олова, отримуючи високомолекулярний полілактид.